# Sisu Auto

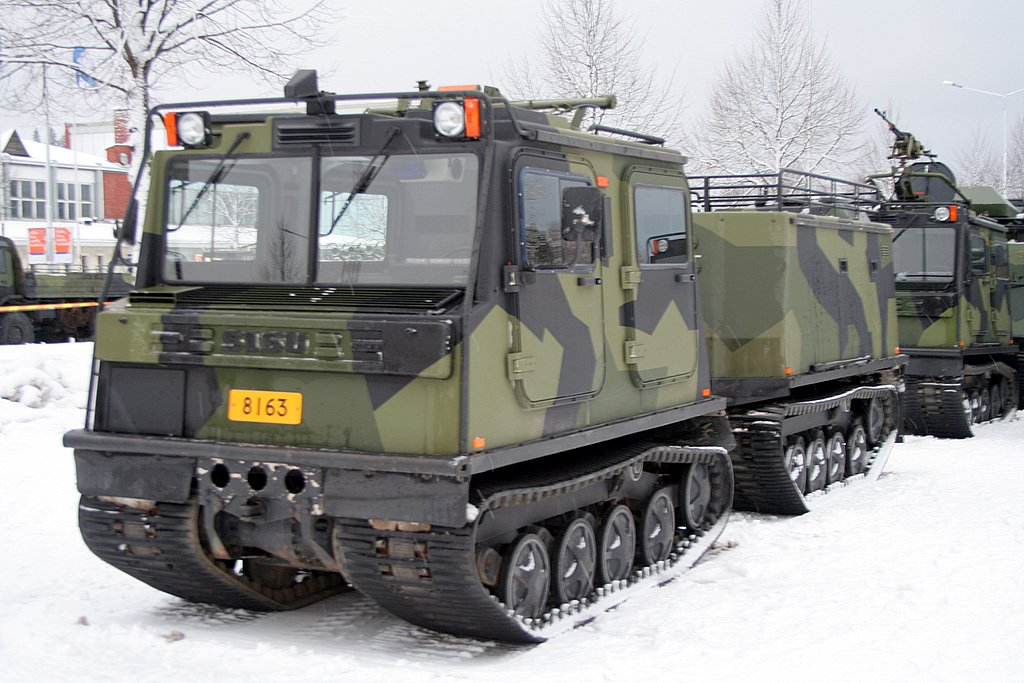
Een militaire truck van Sisu

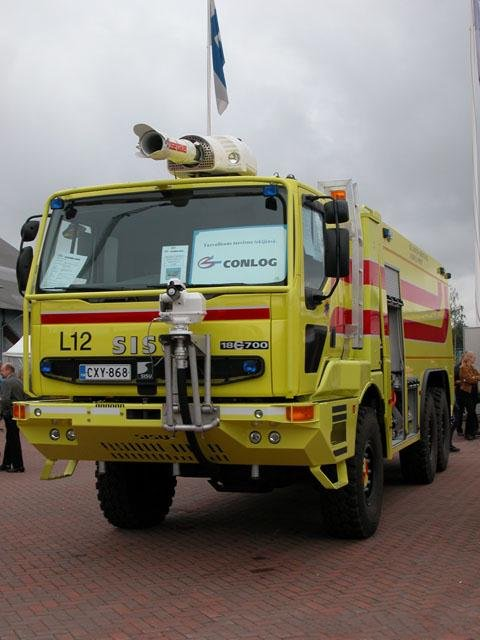
Crashtender

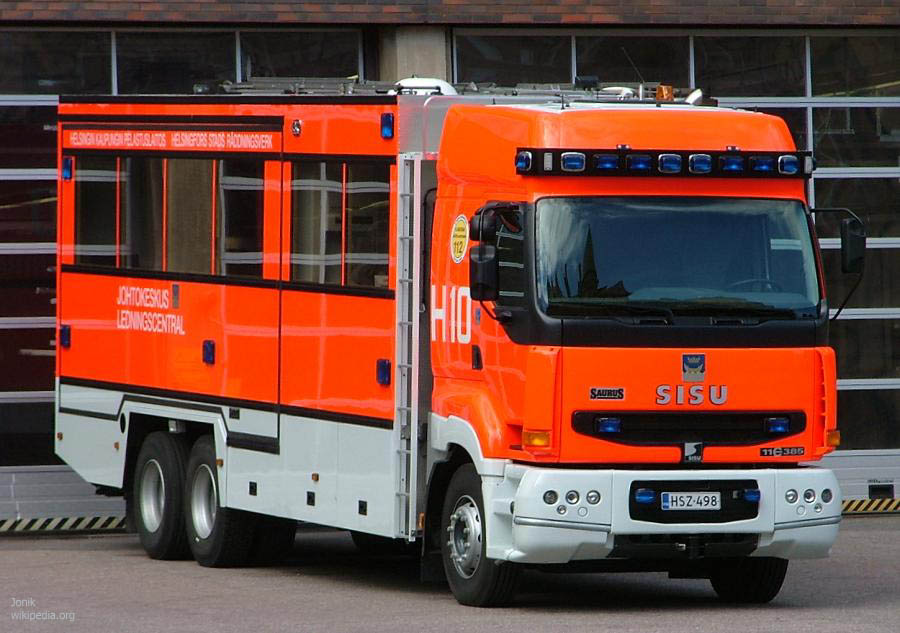
Sisu brandweerwagen

Sisu is het belangrijkste vrachtwagenmerk uit Finland.
Sisu is een vrachtwagenmerk dat geproduceerd werd door Oy Suomen Autoteollisuus Ab. Sisu vrachtwagens werden aangedreven op houtgas, dat veel gewonnen werd in Finland. Voor de productie van haar voertuigen maakte Sisu altijd gebruik van Leyland motoren. In 1943 werd Sisu overgenomen door Vanaja en begon met het maken van militaire voertuigen. Na de Tweede Wereldoorlog werd deze fusie ongedaan gemaakt en gingen Sisu en Vanaja weer hun eigen weg.

## Jaren 60
De jaren 60 waren goede jaren voor Sisu. In 1965 was Sisu een van de eerste merken die een kantelbare cabine invoerde. In 1966 werden alle cabines van glasvezelversterkte kunststof gemaakt, waardoor er het nodige gewicht bespaard werd. In 1967 nam Sisu 24 jaar na de overname Vanaja over.

## Jaren 70
Met de extra kennis die Sisu kreeg door de overname van Vanaja besloot het bedrijf zwaardere voertuigen te gaan bouwen speciaal gericht op het zwaartransport. Hiervoor gebruikte ze in plaats van Leyland motoren Rolls-Royce motoren die een veel groter vermogen hadden. De zwaarste vrachtwagen die ze produceerden had 180 ton laadvermogen met 6×6 aandrijving en 500 pk vermogen. In 1974 kocht de staat Finland alle aandelen van Sisu op en werd Sisu een staatsbedrijf. Vanaf dat moment werd er standaard gebruikgemaakt van de motoren van het merk Cummins.

## Heden
Sisu maakt tegenwoordig nog veel meerassige trucks met onder meer een 8×2-, 8×4- en 10×4-aandrijving. Sinds 1997 plaatst Sisu Renault-cabines op hun voertuigen. Eind 2009 staat de release van de nieuwe SR serie gepland.

## Modellen
Sinds 1931 maakt Sisu vrachtwagens. Alle series van Sisu zijn te verkrijgen als zowel een trekker als bakwagen.

### SH
SH was de eerste type vrachtwagen die uitkwam onder de naam Sisu. Dit was een vrachtwagen met 3 ton laadvermogen en een zes cilinder houtgas motor die 110 pk kracht kon leveren. In 1955 ging Sisu voor dit model dieselmotoren gebruiken welke een kracht hadden van 140 pk en daardoor ook een laadvermogen van 20 ton.

### K
Dit model kwam uit in 1966 en bevatte alleen voertuigen die op meerdere assen werden aangedreven. Dit model is het bekendst geworden omdat het de achteras kon optillen waardoor er op twee assen gereden kon worden in plaats van drie en er slijtage van de banden werd voorkomen. Dit model had een laadvermogen van maximaal 25 ton.

### U
Dit model kwam uit in 1967 na de overname van Vanaja. Dit model is bijna gelijk aan de K-serie, alleen was het de eerste cabine zonder neus. Dit model had een maximaal laadvermogen van 22 ton.

### M
Dit model stamt uit 1971 en was speciaal bedoeld voor luchthaventrekkers en zwaartransport. Voor dit model werden Rolls-Royce motoren gebruikt. Het model was te krijgen in 10×4- en 6×6-uitvoering en had een maximaal laadvermogen van 180 ton.

### SR
Dit model komt eind 2009 op de markt maar bevat een motor van het merk Cummins en zal verkrijgbaar zijn in 8×2- en 8×4-aangedreven modellen.